# Rolf Aagaard-Svendsen
Rolf Aagaard-Svendsen (født 28. marts 1948) er en dansk politiker og tidligere borgmester i Lyngby-Taarbæk Kommune, valgt for Konservative.
Han blev matematisk-fysisk student fra Lyngby Statsskole i 1967 og blev senere uddannet civilingeniør med speciale i by- og trafikplanlægning, statistik og operationsanalyse fra Den Polytekniske Læreanstalt i 1973.
Det politiske engagement begyndte i Konservativ Ungdom. Han blev medlem af kommunalbestyrelsen i Lyngby-Taarbæk i 1982 og har været formand for Skoleudvalget, Socialudvalget og Byplanudvalget, inden han i 2002 blev borgmester frem til 31. december 2009.
I hans tid som borgmester fik han gennemført renoveringer og udbygninger af plejehjem, skoler og daginstitutioner i kommunen.
Sidst på sommeren 2012 meddelte Aagaard-Svendsen at han forlod kommunalbestyrelsen.
Hans plads blev overtaget af Mette Schmidt Olsen.
Han var da involveret i en række demokratiprojekter i udviklingslande.
Privat han er gift med Birgit Aagaard-Svendsen, der er direktør i J. Lauritzen og bestyrelsesmedlem i Danske Bank.